# Berzenczey László
Görgényszentimrei primor Berzenczey László (Kolozsvár, 1820. június 26. – Budapest, 1884. november 14.) politikus, az 1848–49-es szabadságharcban kormánybiztos, utazó, őshazakutató.

## Életpályája

### Marosszék követeként
Jómódú nemesi családban született. Székelyudvarhelyen végzett jogi tanulmányok után, 1840-ben Marosvásárhelyen táblai írnokként lépett állami szolgálatba. Lelkes híve volt az erdélyi politikai és társadalmi változásoknak, elsősorban a székelyföldi jobbágyság felszabadításának és Erdély Magyarországgal való uniójának. Az 1847-es rendi országgyűlésen Marosszék követeként, majd az első népképviseleti országgyűlésen Marosszék választott képviselőjeként vett részt.

### Kossuth kormánybiztosaként
Az országgyűlésen Kossuth Lajos politikájának lelkes támogatója volt és többször szót emelt a székelyek érdekében, ezért 1848. augusztus 17-én Kossuth Lajos székelyföldi kormánybiztossá nevezte ki és egy székely könnyűlovas-sereg toborzásával bízta meg. Berzenczey László katonai tanácsadója, Gál Sándor lett. Az ő és zabolai Mikes Kelemen közreműködésével megszervezte a Kossuth-huszároknak nevezett lovascsapatot. Nevük a kezdeti Kossuth-lovagokról, Hunyadi-, majd Mátyás-huszárokra változott. Október végén a 3. lovas honvédezred számozást kapták, később azonban a régi, császári-királyi huszárezredek sorszámait követő számozást vezették be az új honvéd huszárezredek számára, így az ezred végül a 15. huszárezred néven szerepelt. Az őszi erdélyi események hatására október 1-jén székely nemzetgyűlést hívott össze Agyagfalvára, amelyen október 16-án hatvanezer székely jelent meg. A gyűlésen – többségében Berzenczey javaslatára – számos nagy jelentőségű döntés született, többek között ennek nyomán alakult meg október 20-án Sombory Sándor ezredes vezetésével az önálló székely haderő, amely a magyar szabadságharc mellett fogott fegyvert.

### A világosi fegyverletétel után
A világosi fegyverletétel után egy ideig bujdosott, majd külföldre szökött és csatlakozott Kossuth Lajoshoz. Távollétében a császári hadbíróság halálra ítélte és jelképesen fel is akasztották. 1851-ben Kossuthtal együtt az Amerikai Egyesült Államokba utazott, majd az amerikai magyarok segítségével San Franciscon keresztül Kelet-Ázsiába ment. Célja a magyarok őshazájának és az Ázsiában élő magyarokkal rokon népek felkutatása volt. Berzenczey nagyapja Kőrösi Csoma Sándor egyik támogatója volt, innen eredt a magyarok őshazája iránti érdeklődése, előképzettség nélkül és hiányos nyelvtudással azonban nem tudott eredményt elérni. Hongkongban hallott egy Tibetben élő lovasnomád népről, akikről feltételezte, hogy rokonságban állnak a magyarsággal. Tervezett tibeti utazását azonban a kínai hatóságok megtiltották, így Bombaybe, onnan Londonba, majd Jersey szigetére utazott. Feltehetően ő volt az első magyar, aki körbeutazta a Földet. 1853-ban a törökök oldalán részt vett a krími háborúban, majd Burszában telepedett le. 1862-ben hazatért, és az osztrák hatóságok Klagenfurtba internálták. A kiegyezés után ismét országgyűlési képviselő lett, de hamar kiábrándult a politikából és 1873-ban ismét ázsiai útra indult. Rendkívüli nélkülözések között utazott Szentpétervárra, az Uralon át Szibériába, majd onnan Indiába. A világon elsőként jutott Oroszországból a Karakorumon és Himaláján át Indiába.

### Halála
Indiai útjának célját második utazásakor sem sikerült elérnie, rövidesen hazatért. 
Kudarcai következtében súlyos beteg lett, elméje elborult, ebben szerepet játszottak családi és anyagi gondjai is. Élete hátralévő részében hosszú időt töltött a lipótmezei elmegyógyintézetben.

## Művei
- Szentpétervártól Bombayig; ford. Marczell Péter; Kriterion, Kolozsvár, 2006 (Téka) ISBN 9732608420